# Rob van de Beeten
Robertus Hermanus (Rob) van de Beeten (Velp, 26 december 1955) is een Nederlands advocaat en politicus. Namens het Christen-Democratisch Appèl was hij van 2000 tot 2011 lid van de Eerste Kamer der Staten-Generaal.
Van de Beeten studeerde rechten aan de Katholieke Universiteit Nijmegen en aan de Rijksuniversiteit Utrecht. Van 1981 tot 1987 was hij werkzaam bij een advocatenkantoor in Arnhem, sinds 1987 werkt hij voor Ross Advocaten in Zevenaar. In 1976 sloot hij zich aan bij het CDA. Hij vervulde binnen het CDA en het CDJA diverse bestuurlijke functies. Zo was hij van 1986 tot 1994 vicevoorzitter.
Op 5 september 2000 werd hij tussentijds lid van de Eerste Kamer, nadat zijn partijgenoot Bert de Jong de senaat verliet om voorzitter van de Raad van Advies van de Sociale Verzekeringsbank te worden. Van de Beeten hield zich onder meer bezig met Justitie en zaken betreffende de JBZ-raad. Hij was voorzitter van de vaste commissie voor Justitie.
In 2023 werd hij bij beslissing van de tuchtrechter voor de duur van twaalf weken voorwaardelijk geschorst als advocaat wegens misbruik van het procesrecht en het overtreden van de gedragsregels voor advocaten, toen hij in een geschil met een voormalig zakenpartner met een relatief gering belang 11 procedures begon en 72 maal om een verklaring voor recht vroeg. De proceskosten liepen op tot circa driehonderdduizend euro, terwijl het oorspronkelijke geschil om een bedrag van circa tienduizend euro ging.
- Parlement.com: vg09llkxaszg